# Tito Jackson
Tito Jackson, właśc. Toriano Adaryll Jackson (ur. 15 października 1953 w Gary, zm. 15 września 2024 w Gallup) – amerykański piosenkarz, gitarzysta, członek The Jackson 5. Brat m.in. Michaela Jacksona i Janet Jackson.

## Życiorys
Autor i solista w piosence „We Can Change the World” z płyty Victory.
Z małżeństwa z Delores „Dee Dee” Martes miał trzech synów, którzy tworzą zespół 3T.

## Dyskografia
- I Gotta Play  (2003)